# Noëlle Hussenot
Pour les articles homonymes, voir Hussenot.
Noëlle Marie Hussenot-Desenonges dite Noëlle Hussenot, est une actrice française, née le 29 décembre 1937 à Neuilly-sur-Seine et morte le 18 janvier 1985 à Nîmes.
Elle est la fille de l'acteur Olivier Hussenot (1913-1978).

## Filmographie
- 1957 : Le rouge est mis de Gilles Grangier : l'amie d'Hélène
- 1961 : Âme qui vive de Jean Dasque (court métrage)
- 1961 : Le Procès de Sainte-Thérèse de l'enfant Jésus (téléfilm) : Sœur Mathilde de Saint-André
- 1966 : Les Cinq Dernières Minutes, épisode La Rose de fer de Jean-Pierre Marchand : Germaine
- 1967 : Le Dimanche de la vie de Jean Herman : Catherine
- 1969 : Dossier prostitution de Jean-Claude Roy : la jeune femme repentie
- 1971 : La Possédée (téléfilm) d'Éric Le Hung : Sœur Séraphine
- 1973 : Lucien Leuwen, téléfilm de Claude Autant-Lara
- 1975 : Les Rosenberg ne doivent pas mourir (téléfilm) : Ruth Greenglass
- 1978 : Le Devoir de français (téléfilm) : Marie Gasquet
- 1979 : L'Esprit de famille de Jean-Pierre Blanc

## Théâtre
- 1956 : L'Hôtel du libre échange de Georges Feydeau, mise en scène Jean-Pierre Grenier, Théâtre Marigny
- 1961 : Le Tricycle de Fernando Arrabal, mise en scène d'Olivier Hussenot, Théâtre de Poche Montparnasse, février 1961
- 1961 : Une sainte de Julia Chamorel, mise en scène de Roland Dubillard
- 1966 : Babel-Opéra de David Guerdon, mise en scène de Jacques Bocquet avec Charles Tordjman Théâtre du Kaléidoscope;Paris
- 1969 : L'Ascenseur électrique de Julien Vartet, mise en scène de Roland Piétri, Théâtre de la Renaissance
- 1972 : Turandot ou le Congrès des blanchisseurs de Bertolt Brecht, mise en scène de Georges Wilson
- 1975 : Dom Juan de Molière, mise en scène d'Arlette Téphany
- 1975 : Mémoires vénéneuses de Ninon Ozanne, Théâtre du Limonaire
- 1976 : La Vie de Galilée de Bertolt Brecht, mise en scène Arlette Téphany

## Référence
1. ↑  État civil sur le fichier des personnes décédées en France depuis 1970